# Казе (Савона)
Казе је насеље у Италији у округу Савона, региону Лигурија.
Према процени из 2011. у насељу је живело 15 становника. Насеље се налази на надморској висини од 151 м.